# هاكان أرسلان
هاكان أرسلان (بالتركية: Hakan Arslan) (18 يوليو 1988 بالفاتح في تركيا - ) هو لاعب كرة قدم تركي في مركز الوسط. لعب مع سامسون سبور وسيفاسبور ونادي قاسم باشا وİstanbul Güngörenspor ‏.

## وصلات خارجية
- هاكان أرسلان على موقع اتحاد تركيا (لاعب) (الإنجليزية)
- هاكان أرسلان على موقع قاعدة بيانات كرة القدم.إي يو (الإنجليزية)
- هاكان أرسلان على موقع Soccerbase.com (لاعب) (الإنجليزية)
- هاكان أرسلان على موقع Soccerway.com (الإنجليزية)
- هاكان أرسلان على موقع عالم كرة القدم.نت (الإنجليزية)